# فاتسلاف هوبنر
فاتسلاف هوبنر (بالتشيكية: Václav Hübner)‏ (و. 1922 – 2000 م) هو عالم فلك من التشيك.
توفي عن عمر يناهز 78 عاماً.